# Lamprolonchaea ponti
Lamprolonchaea ponti är en tvåvingeart som beskrevs av Morge 1980. Lamprolonchaea ponti ingår i släktet Lamprolonchaea och familjen stjärtflugor. Inga underarter finns listade i Catalogue of Life.